# الشتر
اَلِشتَر نام شهری در شمال استان لرستان، واقع در رشته کوه‌های زاگرس، و مرکز شهرستان سلسله است. بر اساس مستندات سازمان شهرداری‌ها و دهیاری‌های کشور، شهرداری الشتر از سال ۱۳۴۰ خورشیدی تأسیس شده و در سال ۱۴۰۱، درجه شهرداری این شهر ۷ بوده است.

## تاریخ
برخی خاورشناسان سرزمین کهن الشتر را همان «نیسا» دانسته‌اند که داریوش در کتیبه بیستون از آن یاد کرده است، ولی ابراهیم پورداود در این نظریه تردید کرده است، زیرا نیسای یاد شده متعلق به دوره ماد، و از مکان‌های مهم پرورش اسب بوده است (ص ۲۸۸–۲۹۰). آثاری چون سفال‌های منقوش و اشیاء برنزی که در دشت الشتر کشف شده‌اند، نشانه آبادانی این سرزمین در دوره‌های کهن است (استاین، ۲۹۱–۲۷۷؛ گدار، ۲۵، ۲۶؛ واندنبرگ، ۹۵). حمدالله مستوفی به وجود آتشکده اروخش (یا اردخش، اردحش، اروحش) که قبلاً در آنجا وجود داشته، اشاره کرده است (ص ۱۰۷). اصطخری به موقعیت مکانی الشتر اشاره کرده، و آنجا را از شهرهای جبال دانسته که در ۱۰ فرسخی نهاوند و ۱۲ فرسخی شاپورخواست بوده است (ص ۱۹۷). ابن حوقل الشتر را در میان راه ری به شاپورخواست نوشته است (۲/۳۵۸
. در حدود سده ۶ ه‍.ق الشتر از تختگاه‌های برسقیان بوده است (ظهیرالدین، ۵۶؛ راوندی، ۲۲۹). در نیمه نخست همان سده در الشتر، گروهی از امیران با برسقِ الشتر ضد مسعود بن ملکشاه سلجوقی هم عهد شدند. سلطان پس از آگاهی به الشتر رفت و امیران از کرده خویش پشیمان شدند و سلطان نیز از گناه آنان درگذشت (همان‌جا)، اما طغرل پس از شکست از برادرش مسعود هنگام فرار به سوی خوزستان، وزیر خویش خواجه قوام الدین درگزینی را در الشتر به دار آویخت (ظهیرالدین، ۵۵). در دوره صفویه حکومت الشتر به امیران کرد (ولادمیر الکسیویچ ایوانف می‌گوید نام کرد در سده‌های میانه (کم و بیش از سده پنجم میلادی تا شانزدهم میلادی) نامی بود که بر همه رمه‌گران و کوچ‌گران ایرانی اطلاق می‌شد).[۳ سپرده شد (اسکندربیک، ۱۴۱). در اواخر سده ۱۳ش، دژ استواری که قلعه مظفری نام گرفت، در خاور الشتر، توسط مهدی خان امیرالعشایر و مهرعلی خان امیر منظم ساخته شد (فرهنگ جغرافیایی ایران، ۶/۲۱). مدتی مهرعلی خان در این قلعه حکمرانی کرد و موجبات ناامنی در شمال لرستان را فراهم آورد، ولی سرانجام توسط حاکم نظامی لرستان دستگیر و اعدام شد (استارک، ۲۱، ۲۲). می‌توان گفت که این ناامنی‌ها مانع آبادانی الشتر در سده‌های اخیر بوده است (ظل السلطان، ۶۰۸؛ استارک، ۲۲). این آبادی مدتی به نام قلعة مظفری و مرکز دهستان الشتر شناخته می‌شد (فرهنگ جغرافیایی ایران، همان‌جا؛ اسامی…، ۲۷۶، ۲۷۸؛ گزارش…، ۱۰). همچنین در آغاز سده حاضر به این نواحی «سلسله» نیز گفته می‌شده است و ییلاق برخی ایلات و طوایف لک مانند حسنوند و کولیوند و یوسفوندبوده که بیشتر آن‌ها در ۱۳۱۲ش تخته‌قاپو شدند (کریمی، ۱۶۰؛ رزم آرا، ۹۶، ۹۷، ۱۰۷، ۱۱۲.
در تاریخ‌های گذشتگان از جمله تاریخ گزیده نوشته حمدالله مستوفی از شانزده ولایت به عنوان کردستان یاد شده است. حمدالله مستوفی در سال ۷۴۰ هجری در بخش کردستان و شانزده ولایت آن را آورده است:
کردستان و آن شانزده ولایت است و حدودش به ولایات عرب و خوزستان و عراق عجم و آذربایجان و دیاربکر پیوسته است. آلانی، الیشتر، بهار، خفتیان، دربند، تاج خاتون، دربند رنگی، دزبیل، دینور، سلطان آباد، چمچمال، شهر زور، کرمانشاه (قرمیسین) هرسین، وسطام.

## جغرافیا، آب و هوا
الشتر در ۴۸/۱۵ درجه شرقی و ۳۳/۵۱ درجه شمالی و در ارتفاع ۱٬۷۰۰ متری از سطح دریا قرار گرفته است. این شهر در ۴۸ کیلومتری شمال خرم‌آباد (مرکز استان) و ۱۱ کیلومتری راه خرم‌آباد به نورآباد واقع شده که ادامه این راه پس از عبور از هرسین، به کرمانشاه منتهی می‌شود.
شهر الشتر در دشت الشتر قرار گرفته است و کوه‌های گرین و خرگوشناب از رشته‌کوه‌های زاگرس میانی از دو سوی شمال و خاور آن را دربرگرفته‌اند. کوه‌های بازگیران، نثار پهن و سیاهدل در فاصله کمتری در شمال خاوری، خاور و جنوب خاوری الشتر قرار دارند.
آب و هوای این ناحیه از لرستان، معتدل و نیمه‌خشک است و حداکثر دمای آن در تابستان به ۳۹ و حداقل آن در زمستان به ۱۶- درجه سانتی‌گراد می‌رسد.
رودهای فصلی متعددی از ارتفاعات شمالی و خاوری به‌سوی دشت الشتر جاری است که از میان آنها تنها مسیر رودخانه فصلی کَهمان از مرکز شهر می‌گذرد.
دامنه‌های شمالی کوه گرین، سرچشمه آب‌های جاری به سوی نهاوند است.

## افراد سرشناس الشتر
افراد سرشناس عبارت از:
- ملا منوچهر کولیوند
- احسان جوانمرد
- حجت‌الله خدایی سوری
- مسلم کاظمی
- آرمان درویش
- درویش رضا منظمی
- منوچهر نجفدری
- امیر حسین منظمی

## مردم

### نژاد
حجت‌الله حیدری که خود الشتری است، دربارهٔ ریشه نژادی الشتر نوشته است مردمان الشتر از نژاد لر هستند و در ادامه به زبان لکی سخن می‌گویند. و مردم الشتر جز طوایف لکند دربارهٔ وجه تسمیه طوایف لک نوشته، شامل بیرانوندها و حسنوندها (سلسله)، دلفان‌ها بودند و چون صد هزار نفر بودند، لک خوانده شدند. لک در زبان سانسکریت و پهلوی به معنی صد هزار است.افزون براین طوایف سلسله برخی طوایف امیر سوری قلائی سیاهپوش در شهرستان ساکن اند و به زبان مینجایی سخن می‌گویند.

### تبار
عمده مردم الشتر از سه طایفه یوسفوند قلیوند حسنوند اند این سه طایفه از ایل سلسله اند، دربارهٔ سلسله و دلفان نوشته‌اند دو برادر نهاوندی بودند که در جنگ توسط اعراب اسیر شده و بعداً از زندان فرار کرده و به سرزمین مادری خود لرستان بازمی‌گردند و تشکیل خانواده داده و بعداً نوادگان آنها ایلات سلسله و دلفان را تشکیل دادند.
ساکنان شهر الشتر به زبان لکی سخن می‌گویند.

## نام‌شناسی
نام آن به صورت نیسا، الیشتر، لاشتر، الاشتر و اشتر در کتاب‌های قدیمی ضبط شده است. در کتاب نزهت القلوب در سال ۷۴۰ ه‍.ق نوشته شده که اَلِشتَر دارای آتشکده اروخش است. نام دیگر این شهر قلعه مظفری بوده است. الشتر مرکز منطقهٔ سلسله می‌باشد.
نام الشتر در مآخذ اسلامی به‌صورت‌های لاشتر (اصطخری، ۱۹۷؛ ابن حوقل، ۲/۳۵۸، ۳۶۰)، لیشتر (حدود العالم، ۴۰۷؛ ابن اثیر، ۱۰/۳۹۸؛ راوندی، ۲۰۹، ۲۲۹) و اشتر (ظهیرالدین، ۵۵) آمده است. یاقوت آن را به دو گونه اشتر و لاشتر آورده، ولی تلفظ محلی آن را لیشتر دانسته است (۱/۲۷۶، ۳۴۱). وجه اشتقاق آن را، برخی با کلمه ایشتار (عشتر) ممکن دانسته‌اند (باستانی، ۲۸۶–۲۸۷)، ولی مبنای علمی برای این گفته وجود ندارد.

## گردشگری

### آثار تاریخی
آثار تاریخی برجای مانده در نزدیکی الشتر عبارتند از: پلی بزرگ منسوب به ابوالنجم بدر بن حسنویه (حک ۳۶۹–۴۰۵ق)، گورهای متعدد منسوب به خاندان برسقیان (گلزاری، ۱/۲۲۶؛ ایزدپناه، ۱/۵۸)، قلعه مظفری، پل کاکارضا، پل هنام، تپه گریران، دژ شینه.

### مناطق گردشگری طبیعی
الشتر از شهرهای زیبای لرستان از نظر مناظر طبیعی می‌باشد. از جمله مناطق گردشگری طبیعی آن می‌توان به منطقه تفریحی و سراب کهمان، کوه‌های مهاو و گرین، سراب خاسان (سراو خاسون)، تخت سلیمان، بیَرواز، آبشار آوتاف، منطقه تفریحی و سراب کاکارضا، سراب پاپی، چشمه گولم کاو، سراب پرسک، سراب زز، سراب هنام، سراب امیر، سراب صیدعلی (دوآب) و تپه شهدا اشاره کرد.

## راه‌های ارتباطی
شهر الشتر با جاده فرعی آسفالته به‌طول حدود ۱۵ کیلومتر از دو سمت شمال و جنوب به راه اصلی خرم‌آباد به کرمانشاه و همچنین با جاده‌ای از سمت شرق به راه اصلی بروجرد - خرم‌آباد وصل می‌شود. از سمت غرب نیز به بخش فیروزآباد و از آنجا به نورآباد و دیگر مناطق کردنشین مرتبط است.